# Serradigitus joshuaensis
Espèce
Synonymes
- Vaejovis joshuaensis Soleglad, 1972

Serradigitus joshuaensis est une espèce de scorpions de la famille des Vaejovidae.

## Distribution
Cette espèce est endémique des États-Unis. Elle se rencontre en Californie et en Arizona dans le désert du Colorado.

## Description
Le mâle holotype mesure 14,75 mm et la femelle paratype 20,4 mm.

## Systématique et taxinomie
Cette espèce a été décrite sous le protonyme Vaejovis joshuaensis par Soleglad en 1972. Elle est placée dans le genre Serradigitus par Williams et Berke en 1986.

## Étymologie
Son nom d'espèce, composé de joshua et du suffixe latin -ensis, « qui vit dans, qui habite », lui a été donné en référence au lieu de sa découverte, le parc national de Joshua Tree.

## Publication originale
- Soleglad, 1972 : « Two new scorpions of the Wupatkiensis group of the genus Vejovis (Scorpionida: Vejovidae). » Wasmann Journal of Biology, vol. 30, no 1/2, p. 179-195 (texte intégral).